# Syscia parva
Syscia parva (лат.) — вид муравьёв рода Syscia из подсемейства Dorylinae (Formicidae). 

## Распространение
Встречаются в Центральной Америке: Мексика (Chiapas), Никарагуа.

## Описание
Мелкие муравьи светло-коричневого цвета (длина около 3 мм). Ширина головы рабочих 0,37—0,39 мм, длина головы 0,48—0,51 мм. Отличаются следующими признаками: относительно мелкие размеры; субпетиолярный отросток с округлой лопастью; петиоль субквадратный в профиль; абдоминальный сегмент AIII сверху трапециевидный, с прямыми сторонами и почти плоским верхом на виде сбоку; стороны AIV почти плоские, а передний край при виде сверху несколько усечен; у AIII и AIV дорсальный профиль выпуклый; отстоящие волоски короткие и тонкие. Стебелёк двухчлениковый, но явные перетяжки между следующими абдоминальными сегментами отсутствуют. Проното-мезоплевральный шов развит. Оцеллии отсутствуют, сложные глаза редуцированные. Нижнечелюстные щупики рабочих 2-члениковые, нижнегубные щупики состоят из 2 сегментов. Средние и задние голени с одной гребенчатой шпорой. Обнаружены в подстилочном лесном слое. Вид был впервые описан в 2021 году американским мирмекологом Джоном Лонгино и немецким энтомологом Майклом Бранстеттером.